# Olle Edlund
Olle Edlund, född 29 april 2000, är en svensk fotbollsspelare som spelar för Varbergs BoIS. 

## Klubbkarriär
Olle Edlunds moderklubb är IK Värtan. Där spelade han dock bara ett halvår, innan han gjorde flytten till Djurgårdens IF. Efter fem år i DIF anslöt han till IF Brommapojkarna, var han kom att spendera fem år.  Därifrån tog han klivet till Hammarby IF, med vilka han skrev på ett a-lagskontrakt sommaren 2018. Kontraktet skrevs ett år efter att Edlund blivit förste 2000-talist att göra mål för Hammarby IF, då han nätade i träningsmatchen mot GIF Sundsvall den 21 juni 2017.
Inför säsongen 2019 var Edlund en av flera spelare som skrevs upp på lånelistan till Hammarbys samarbetsklubb IK Frej, vilket gjorde det möjligt för spelarna att representera båda klubbarna under säsongen. Han begick sin debut i Superettan för IK Frej i förlustmatchen mot Syrianska FC den 7 april 2019, då han startade och spelade en dryg timme.
I januari 2021 värvades Edlund av Västerås SK, där han skrev på ett tvåårskontrakt. I januari 2022 förlängde Edlund sitt kontrakt i klubben fram över säsongen 2023. Efter att inte fått förlängt kontrakt i Västerås SK skrev han i januari 2024 på ett tvåårskontrakt med Varbergs BoIS.

## Karriärstatistik
| Klubb              | Säsong             | Liga               | Liga    | Liga | Nationell cup | Nationell cup | Totalt  | Totalt |
| Klubb              | Säsong             | Division           | Matcher | Mål  | Matcher       | Mål           | Matcher | Mål    |
| ------------------ | ------------------ | ------------------ | ------- | ---- | ------------- | ------------- | ------- | ------ |
| IK Frej (lån)      | 2019               | Superettan         | 9       | 0    | 0             | 0             | 9       | 0      |
| IK Frej            | 2020               | Division 1 Norra   | 29      | 3    | 0             | 0             | 29      | 3      |
| Västerås SK        | 2021               | Superettan         | 23      | 2    | 4             | 1             | 27      | 3      |
| Västerås SK        | 2022               | Superettan         | 29      | 1    | 1             | 0             | 30      | 1      |
| Västerås SK        | 2023               | Superettan         | 30      | 3    | 4             | 0             | 34      | 3      |
| Västerås SK        | Totalt             | Totalt             | 82      | 6    | 9             | 1             | 91      | 7      |
| Varbergs BoIS      | 2024               | Superettan         | 0       | 0    | 3             | 0             | 3       | 0      |
| Totalt i karriären | Totalt i karriären | Totalt i karriären | 120     | 9    | 12            | 1             | 132     | 10     |